# جيسي كاردوسو ميراندا
جيسي كاردوسو ميراندا (مواليد 5 مارس 1994) هو لاعب كرة قدم برازيلي.

## وصلات خارجية
- جيسي كاردوسو ميراندا على موقع رابطة كرة القدم اليابانية للمحترفين (اليابانية)
- جيسي كاردوسو ميراندا على موقع إي إس بي إن إف سي (الإنجليزية)
- جيسي كاردوسو ميراندا على موقع قاعدة بيانات كرة القدم.إي يو (الإنجليزية)
- جيسي كاردوسو ميراندا على موقع Soccerway.com (الإنجليزية)
- جيسي كاردوسو ميراندا على موقع عالم كرة القدم.نت (الإنجليزية)